# Thomas Alan Stephenson
Thomas Alan Stephenson (19 de enero de 1898–3 de abril de 1961) fue un naturalista y biólogo marino inglés, especialista en anémonas marinas.
Era aborigen de Burnham-on-Sea, uno de los hijos del ministro evangélico y botánico amateur Thomas Stephenson (1865-1948). Pronto desarrolló un interés en la historia natural, estudiando en el Colegio de la Universidad de Aberystwyth. Comenzó a estudiar las anémonas de mar locales, pero tuvo que abandonar sus estudios debido a enfermarse. A pesar de no completar sus estudios, lo hicieron miembro del personal y más tarde fue galardonado con un doctorado por la obra producido.
Stephenson ocupó varios cargos académicos en Gran Bretaña, y en la Universidad de Ciudad del Cabo, Sudáfrica. Significativamente, su posición final fue la de profesor y jefe del Departamento de Zoología de la Facultad de la Universidad de Gales, Aberystwyth.
La Biblioteca Nacional de Biología Marina en la Asociación Biológica Marina en Plymouth mantiene algunos de sus registros personales y científicos, entre pinturas, negativos y cuadernos sobre Sudáfrica.

## Algunas publicaciones
- 1972. Life B/W Tidemarks: Human Endvr. Ed. ilustrada de Freeman, 425 pp. ISBN 0-7167-0687-3

- 1950. Life Between Tide-marks in North America: The Florida Keys. 49 pp.

- 1935. The British Sea Anemones. Vol. 2. Ray Society publications 121. 426 pp.

- 1930. How Animals Breed in the Sea. 4 pp.

## Abreviatura (zoología)
La abreviatura Stephenson  se emplea para indicar a Thomas Alan Stephenson como autoridad en la descripción y taxonomía en zoología.

- La abreviatura «T.A.Stephenson» se emplea para indicar a Thomas Alan Stephenson como autoridad en la descripción y clasificación científica de los vegetales.[1]